# Rajania cordata
Rajania cordata är en enhjärtbladig växtart som beskrevs av Carl von Linné. Rajania cordata ingår i släktet Rajania och familjen Dioscoreaceae. Inga underarter finns listade i Catalogue of Life.